# تاتار (بدرانلو)
تاتار (بالفارسية: تاتار) هي قرية تقع في إيران في قسم بدرانلو الريفي.